# Xilin Gol
Tích Lâm Quách Lặc (tiếng Mông Cổ: , Sili-yin ɣoul ayimaɣ, tiếng Trung: 锡林郭勒盟) là một trong số 12 đơn vị cấp địa khu của Nội Mông Cổ và một trong ba minh còn tồn tại trong khu tự trị này. Thủ phủ của minh này là huyện cấp thị Tích Lâm Hạo Đặc. Diện tích 211.866 km² và dân số khoảng 910.000 người (năm 2003). Kinh tế của minh chủ yếu dựa trên khai thác mỏ và nông nghiệp.
Tích Lâm Quách Lặc có biên giới với Mông Cổ ở phía bắc, Xích Phong, Thông Liêu và Hưng An ở phía đông, Ulanqab ở phía tây và các địa cấp thị Thừa Đức, Trương Gia Khẩu của tỉnh Hà Bắc ở phía nam.

## Dân cư
Theo điều tra dân số Trung Quốc năm 2000, tại đây có 975.168 dân:
| Dân tộc     | Dân số  | Tỷ lệ  |
| ----------- | ------- | ------ |
| Hán         | 651.174 | 66,78% |
| Mông Cổ     | 284.995 | 29,23% |
| Mãn         | 26.687  | 2,74%  |
| Hồi         | 11.009  | 1,13%  |
| Đạt Oát Nhĩ | 784     | 0,08%  |
| Khác        | 519     | 0,04%  |

## Phân chia hành chính
Tích Lâm Quách Lặc chia thành 2 thành phố cấp huyện, một huyện và 9 kỳ:
- Thành phố cấp huyện:
  - Tích Lâm Hạo Đặc (锡林浩特), 15.758 km², 150.000 dân, trung tâm hành chính của minh này.
  - Nhị Liên Hạo Đặc (二连浩特), 450 km², 20.000 dân;
- Huyện:
  - Đa Luân (多伦), 3.773 km², 100.000 dân, trung tâm hành chính: trấn Đa Luân Náo Nhĩ (多伦淖尔);
- Kỳ:
  - Abaga (阿巴嘎), 27.495 km², khoảng 40.000 dân, trung tâm hành chính: trấn Biệt Lực Cổ Đài (别力古台);
  - Tô Ni Đặc Tả (苏尼特左), 33.469 km², khoảng 30.000 dân, trung tâm hành chính: trấn Mãn Đô Lạp Đồ (满都拉图);
  - Tô Ni Đặc Hữu (苏尼特右), 26.700 km², khoảng 70.000 dân, trung tâm hành chính: trấn Trại Hán Tháp Lạp (赛汉塔拉);
  - Đông Ô Châu Mục Thấm (东乌珠穆沁), 47.554 km², khoảng 70.000 dân, trung tâm hành chính: trấn Ô Lý Nhã Tư Thái (乌里雅斯太);
  - Tây Ô Châu Mục Thấm (西乌珠穆沁), 22.960 km², khoảng 70.000 dân, trung tâm hành chính: trấn Balgar Gol (巴拉嘎尔高勒);
  - Thái phó Tự (太仆寺), 3.415 km², khoảng 200.000 dân, trung tâm hành chính: trấn Bảo Xương (宝昌);
  - Tương Hoàng (镶黄), 4.960 km², khoảng 30.000 dân, trung tâm hành chính: trấn Tân Bảo Lạp Cách (新宝拉格);
  - Chánh Tương Bạch (正镶白), 6.083 km², khoảng 70.000 dân, trung tâm hành chính: trấn Minh An Đồ (明安图);
  - Chánh Lam (正蓝旗), 9.963 km², khoảng 80.000 dân, trung tâm hành chính: trấn Thượng Đô (上都).